# ロベルト・バウティスタ・アグート
ロベルト・バウティスタ・アグート（Roberto Bautista Agut, 1988年4月14日 - ）は、スペイン・カステリョン・デ・ラ・プラナ出身の男子プロテニス選手。ATPランキング自己最高位はシングルス9位、ダブルス169位。これまでにATPツアーでシングルス12勝を挙げている。身長183cm、75kg。右利き、バックハンド・ストロークは両手打ち。

## 選手経歴

### ジュニア時代
元々はサッカー選手で、その後銀行員となった父親と服屋を営んでいた母親の元に生まれた。母の勧めで5歳からテニスを始めた。ビジャレアルでもサッカーをしており、14歳のときにテニスに専念した。憧れていた選手は同胞のフアン・カルロス・フェレーロとダビド・フェレールであった。

### 2005年 プロ転向
2005年にプロ転向。ジュニア時代のシングルスでの戦績は41勝13敗。2006年7月にジュニアの自己最高ランキング47位を更新した。

### 2012年 トップ100入り
全豪オープンでは予選を通過してグランドスラム本戦初出場となった。1回戦ではリカルド・メロに4-6, 4-6, 5-7のストレートで敗れ、初戦敗退。同年8月13日にはATPチャレンジャーツアー大会で好成績を残したことでトップ100入りを果たした。シーズン後半のサンクトペテルブルク・オープンではATPツアー初のベスト8進出をする。準々決勝ではファビオ・フォニーニに敗れた。年間最終ランキングは80位。

### 2013年 トップ50入り
チェンナイ・オープン準々決勝で世界ランキング6位のトマーシュ・ベルディハを7–5, 2–6, 6–3で倒し、注目を集めた。そのまま初のツアー決勝進出。決勝ではヤンコ・ティプサレビッチに敗れ、準優勝となった。全豪オープンでは1回戦でファビオ・フォニーニを6-0, 2-6, 6-4, 3-6, 6-1のフルセットの末に勝利し、初戦突破を果たした。2回戦では第26シードのユルゲン・メルツァーに7-6(4), 3-6, 7-6(3), 3-6, 2-6のフルセットの末に敗退。全仏オープンでは1回戦でジレ・ミュラーを6-3, 6-4, 6-2のストレートで初戦を突破するも、2回戦で第26シードのジェレミー・シャルディーに1-6, 5-7, 4-6のストレートで敗退。

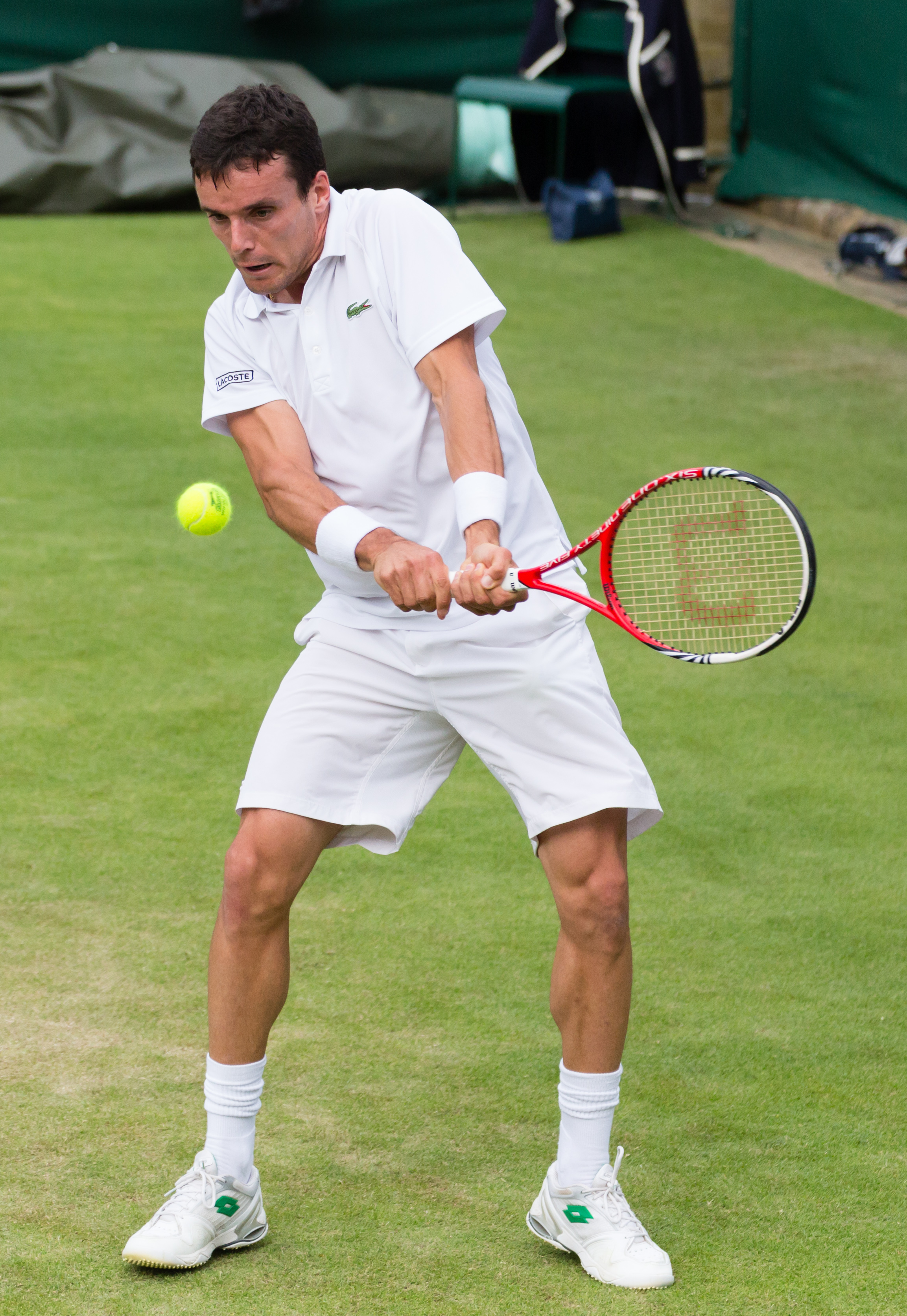
2013年ウィンブルドン選手権でのロベルト・バウティスタ・アグート

ウィンブルドン選手権では1回戦で予選通過者ティムラズ・ガバシュビリを破り、2回戦進出するも、2回戦では幼少期のアイドルであるダビド・フェレールに3-6, 6-3, 6-7(4), 5-7で敗れた。シュトゥットガルト・オープンでは準決勝まで進出するも、最終的に優勝するフォニーニに敗れた。同年7月15日には初のトップ50入りを果たした。全米オープンでは1回戦でトマス・ベルッチを6-3, 6-2, 6-2のストレートで破り、2回戦進出。2回戦ではフェレールと再戦するも、3-6, 7-6(5), 2-6, 1-6で敗れた。サンクトペテルブルク・オープンでは準々決勝に進出したが、最終的に優勝したエルネスツ・グルビスに敗れ、年間最終ランキングは58位。

### 2014年 ツアー初優勝 トップ15入り
ハイネケン・オープンでベスト4に進出。全豪オープンでは2回戦で第5シードのフアン・マルティン・デル・ポトロに4-6, 6-3, 5-7, 6-4, 7-5で勝利。3回戦でブノワ・ペールを破り4回戦進出。4回戦でグリゴール・ディミトロフに敗れるもグランドスラム自己最高成績を残す。デビスカップ2014ではドイツ戦でスペイン代表に選ばれるも2敗。オープン13では2回戦敗退。ドバイ・テニス選手権では2回戦で世界2位のノバク・ジョコビッチに敗れる。
BNPパリバ・オープンでは2回戦で第4シードのトマーシュ・ベルディハに4-6, 6-2, 6-2で勝利した。3回戦でヤルコ・ニエミネンを破るも4回戦エルネスツ・グルビスに敗れる。マドリード・オープンでは第16シードのトミー・ロブレド、フェルナンド・ベルダスコ、ルカシュ・クボット、サンティアゴ・ヒラルドらを倒し、準決勝でラファエル・ナダルに敗れるもマスターズ1000初のベスト4に進出。6月21日トップシェルフ・オープンではベンジャミン・ベッカーを倒しATP250シリーズ初優勝。全仏オープンでは第27シードで出場。3回戦に進出。
7月13日メルセデス・カップではルカシュ・ロソルを倒し2勝目を飾った。第17シードで出た全米オープンは4回戦まで進むもロジャー・フェデラーに敗れる。10月20日のランキングで自己最高の14位にランクインされる。シーズン後、ATP Most Improved Player awardを受賞。年間最終ランキングは14位。

### 2015年 グランドスラム4回戦進出
全豪オープンは第13シードで出場するも、2回戦でジル・ミュラーに敗れる。ウィンブルドン選手権では4回戦に進出し、ロジャー・フェデラーに2-6, 2-6, 3-6で敗れた。全米オープンでは3回戦でダビド・ゴファンが棄権したのてグランドスラム3度目の4回戦進出。4回戦では世界ランク1位のノバク・ジョコビッチに3-6, 6-4, 4-6, 3-6で敗れるも第2セットを奪った。年間最終ランキングは25位。

### 2016年 マスターズ準優勝
全豪オープン前哨戦のASBクラシックでは準々決勝で世界ランク11位ジョン・イズナーに、準決勝で世界ランク10位のジョー＝ウィルフリード・ツォンガに勝利。決勝ではジャック・ソックが途中棄権したため、ツアー3勝目を挙げた。全豪オープンでは3回戦で第12シードのマリン・チリッチに6-4, 7-6(5), 7-5で勝利し、2年ぶりの4回戦進出。4回戦では第6シードのトマーシュ・ベルディハに6-4, 4-6, 3-6, 6-1, 3-6のフルセットで敗れた。2月のソフィア・オープンでは決勝でビクトル・トロイツキを6–3, 6–4で破り、今季2勝目を挙げた。
全仏オープンでは初めて4回戦に進出。4回戦でノバク・ジョコビッチに敗れた。ウィンブルドンでは3回戦でバーナード・トミックに敗れた。全米オープンでは3回戦でリュカ・プイユとのフルセットの試合で、6-3, 5-7, 6-2, 5-7, 2-6の末に敗れた。

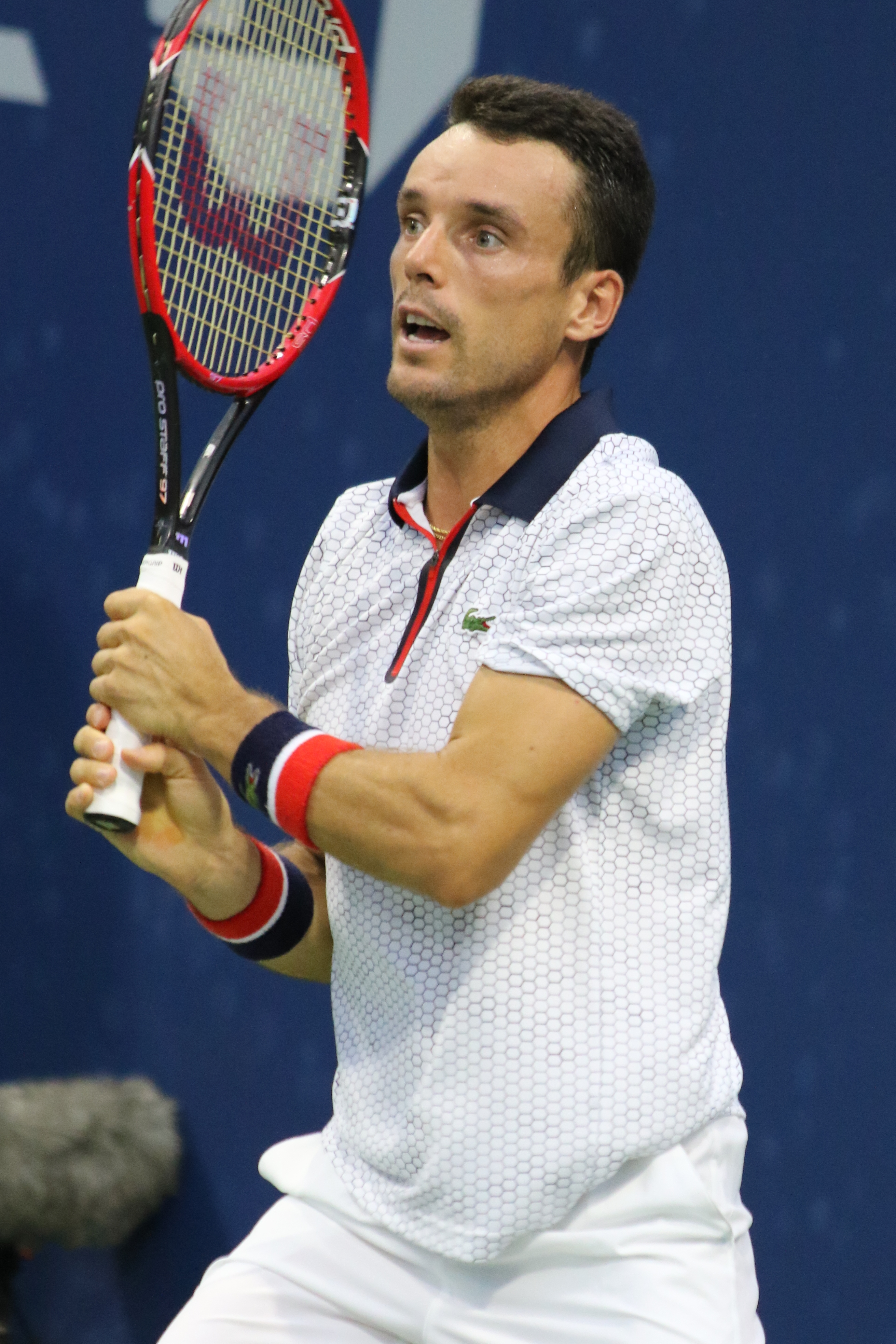
2016年全米オープンでのロベルト・バウティスタ・アグート

上海マスターズでは準決勝で世界ランキング1位のノバク・ジョコビッチを6-4, 6-4で破り、ATPマスターズ1000で初の決勝に進出して、本人にとって初めての世界ランク1位を撃破した瞬間になった。決勝では第2シードのアンディ・マリーに6-7(1), 1-6で敗退して、準優勝となり、その後世界ランキングで自己最高の13位を更新した。
この年、レースランキング14位となり、ATPワールドツアー・ファイナルズの交替選手の2番手に選出された。ただ、出場機会はなかった。年間最終ランキングは14位。

### 2017年 ツアー6勝目
年初のチェンナイ・オープンでは順当に決勝進出。決勝でダニール・メドベージェフに6-3, 6-4のストレートで勝利し、ツアー5勝目を挙げた。全豪オープンでは2年連続4回戦進出して、世界ランキング3位のミロシュ・ラオニッチに敗れた。マイアミ・オープンでは4回戦でロジャー・フェデラーに敗れた。
モンテカルロ・マスターズでは2回戦でディエゴ・シュワルツマンに敗れた。BMWオープンではベスト4入りするも、準決勝でアレクサンダー・ズベレフに5-7, 5-7のストレートで敗れた。全仏オープンでは4回戦でラファエル・ナダルに1-6, 4-6, 4-6のストレートで敗れた。

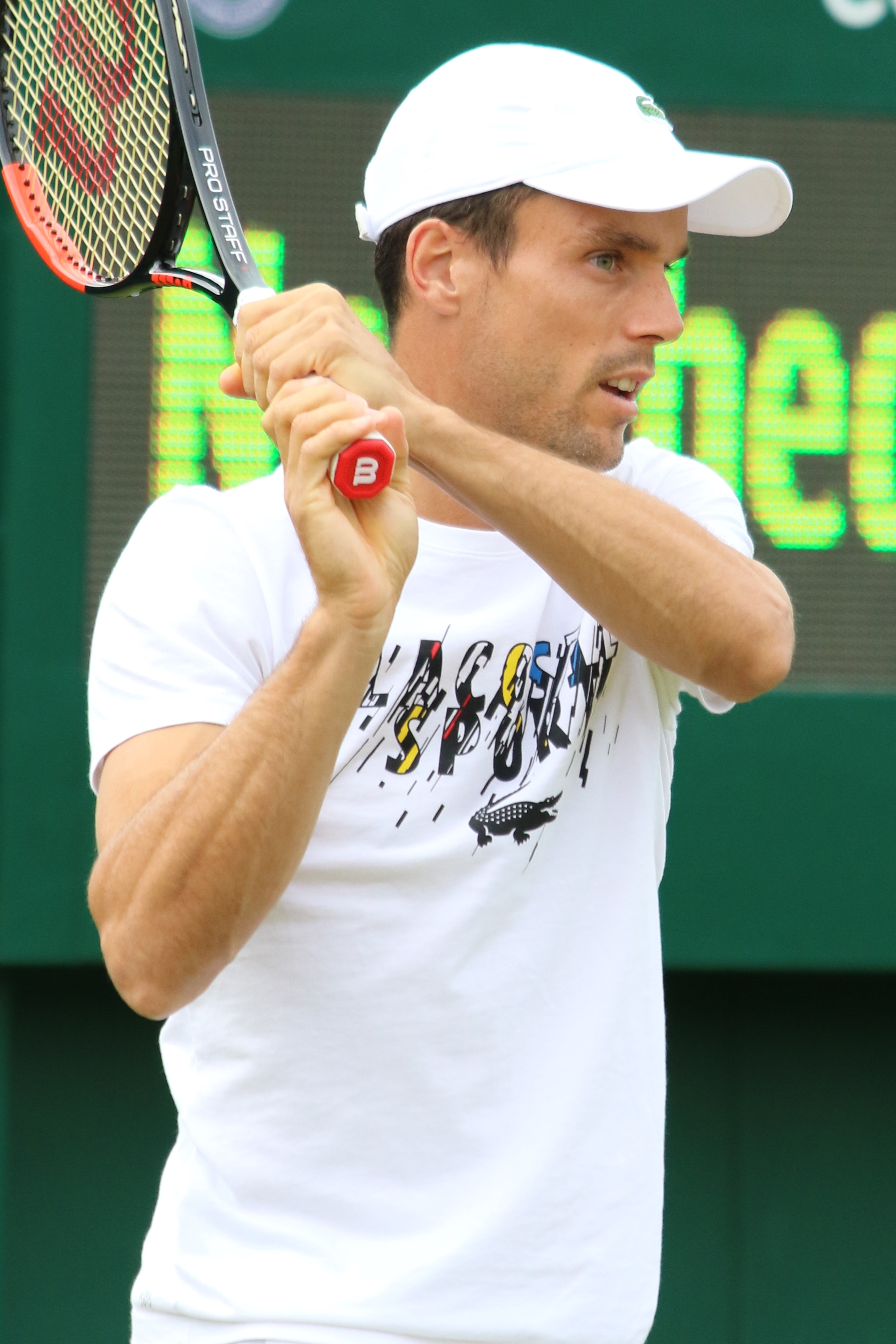
2017年ウィンブルドン選手権でのロベルト・バウティスタ・アグート

ウィンブルドン選手権では3回戦で第9シードの錦織圭に勝利するも、4回戦で第7シードのマリン・チリッチに2-6, 2-6, 2-6のストレートで敗北。
スイス・オープンではベスト4入りするも、準決勝でファビオ・フォニーニに敗れた。ナショナル・バンク・オープンではベスト8入り。準々決勝でロジャー・フェデラーに4-6, 4-6のストレートで敗れた。8月のウィンストン・セーラム・オープンでは決勝に進出。決勝戦でダミル・ジュムールを6-4, 6-4のストレートで下して、ツアー6勝目を挙げた。全米オープンでは3回戦で第24シードのフアン・マルティン・デル・ポトロに3-6, 3-6, 4-6のストレートで敗戦。サンクトペテルブルク・オープンではベスト4入り。準決勝でフォニーニに敗れた。パリ・マスターズでは3回戦でチリッチに敗れた。年間最終ランキングは20位。

### 2018年 ツアー8勝目
年始のASBクラシックでは決勝でフアン・マルティン・デル・ポトロに6-1, 4-6, 7-5で勝利して、ツアー7勝目を挙げた。全豪オープンでは第14シードとして出場するも、同胞のフェルナンド・ベルダスコに1-6, 5-7, 5-7のストレートで初戦敗退。しかし、3月のドバイ・テニス選手権では決勝でリュカ・プイユに6-3, 6-4のストレートで勝利して、ツアー8勝目を挙げた。BNPパリバ・オープンでは3回戦でボルナ・チョリッチに1-6, 3-6のストレートで敗れた。マイアミ・オープンではマイケル・モーに初戦敗退。
モンテカルロ・マスターズでは3回戦でダビド・ゴファンに4-6, 5-7のストレートで敗れた。続くバルセロナ・オープンでも準々決勝でゴファンに敗退。BMWオープンでは準々決勝でフィリップ・コールシュライバーに4-6, 4-6のストレートで敗れた。続くマドリード・オープンでもコールシュライバーに3-6, 6-4, 5-7で敗れた。第13シードで迎えた全仏オープンでは3回戦で第20シードのノバク・ジョコビッチに4-6, 7-6(6), 6-7(4), 2-6で敗れた。
ハレ・オープンではベスト4入りするも、準決勝のチョリッチ戦で2-3の時点で途中棄権。そこから芝シーズンは欠場。復帰後のスイス・オープンでは決勝進出するも、マッテオ・ベレッティーニに6-7(9), 4-6のストレートで敗れて、準優勝。第19シードとして迎えた全米オープンではジェイソン・クブラーに3-6, 3-6, 4-6のストレートで敗れ、初戦敗退。サンクトペテルブルク・オープンではベスト4入りするも、準決勝でドミニク・ティームに4-6, 3-6で敗退。上海マスターズでは3回戦で第1シードのロジャー・フェデラーに3-6, 6-2, 4-6で敗れた。スイス・インドアでは準々決勝でアレクサンダー・ズベレフに5-7, 3-6のストレートで敗れた。パリ・マスターズでは2回戦でグリゴール・ディミトロフに6-7(10), 4-6のストレートで敗退。年間最終ランキングは24位。

### 2019年 全豪ベスト8 ウィンブルドンベスト4 デビス杯初優勝 トップ10入り
シーズン初戦のカタール・オープンでは準決勝でノバク・ジョコビッチに3-6, 7-6(6), 6-4で勝利する大金星を挙げ、決勝でトマーシュ・ベルディハに6-4, 3-6, 6-3で勝利し優勝を飾った。
全豪オープンでは第22シードで出場し、1回戦で今季で引退を表明しているアンディ・マリーに6-4, 6-4, 6-7(5), 6-7(4), 6-2のフルセットで勝利し、3回戦で第10シードのカレン・ハチャノフ、4回戦で第6シードのマリン・チリッチといったシード勢に勝利したが、準々決勝でステファノス・チチパスに5-7, 6-4, 4-6, 6-7(2)で敗れた。
ドバイ・テニス選手権では2回戦ニコロズ・バシラシビリで敗退。BNPパリバ・オープンでは西岡良仁に初戦敗退。マイアミ・オープンではノバク・ジョコビッチを下してベスト8入り。準決勝でジョン・イズナーに敗れた。
モンテカルロ・マスターズでは2回戦でラファエル・ナダルに惨敗。BMWオープンでは準決勝でマッテオ・ベレッティーニに敗れた。マドリード・オープンでは母国スペインの先輩ダビド・フェレールに初戦敗退。BNLイタリア国際では2回戦でカレン・ハチャノフに敗れた。リヨン・オープンでは準々決勝でテイラー・フリッツに敗退。
全仏オープンでは第18シードで出場して、3回戦進出するも好調の第9シードのファビオ・フォニーニに敗れた。ハレ・オープンでは準々決勝でロジャー・フェデラーに敗れた。
ウィンブルドン選手権では準々決勝でギド・ページャを下して、初のグランドスラムベスト4入りを決めた。準決勝ではジョコビッチに2-6, 6-4, 3-6, 2-6で敗れた。
スイス・オープンはジョアン・ソウザに、ロジャーズ・カップはガエル・モンフィスに、ウエスタン・アンド・サザン・オープンではリシャール・ガスケにそれぞれ敗れたが、8月19日付のランキングで10位となり、31歳で初のトップ10入りを果たす。
その好調ぶりに迎えた全米オープンでは第10シードで出場するも、6-3, 1-6, 6-4, 6-3, 3-6のフルセットでミハイル・ククシュキンに1回戦敗退。
上海マスターズでは2回戦でマッテオ・ベレッティーニに敗れた。スイス・インドアでは準々決勝でライリー・オペルカに敗退。パリ・マスターズでは初戦でアレックス・デミノーに2セットタイブレークにもつれ込んだが敗退。レースランキング8位のマッテオ・ベレッティーニを逆転できずATPファイナルズは補欠に回ることになった。
しかし、その後のデビスカップで母国スペイン代表として、決勝でカナダのフェリックス・オジェ＝アリアシムをストレートで破り、優勝に貢献することができた。大会開催中に父親を亡くしたが、その逆境にも負けずにシーズンを終えることができた。年間最終ランキングは9位。

### 2020年 ATP杯準優勝 ツアー通算300勝
ATPカップでは準決勝でオーストラリアのニック・キリオスを破り、チームは決勝進出。決勝でセルビアのドゥシャン・ラヨビッチを破るも、スペイン代表は準優勝。
全豪オープンでは第9シードで出場して、3回戦で昨年4回戦で下したマリン・チリッチに7-6(3), 4-6, 0-6, 7-5, 3-6のフルセット末に敗れた。
ウエスタン・アンド・サザン・オープンでは第8シードとして出場。第11シードのカレン・ハチャノフと第3シードのダニール・メドベージェフに勝利し、ATPマスターズ1000ベスト4入りを果たした。準決勝では第1シードのノバク・ジョコビッチに敗れた。
全米オープンでは第8シードで出場。1回戦でテニーズ・サンドグレンを破ったことでツアー通算300勝を記録。そして2回戦でミオミル・キツマノビッチを下したが、3回戦でバセク・ポシュピシルに5-7, 6-2, 6-4, 3-6, 2-6のフルセットの末に敗れた。全仏オープンでは第8シードで出場し、3回戦で第17シードのパブロ・カレーニョ・ブスタに4-6, 3-6, 7-5, 4-6で敗退。年間最終ランキングは13位。

### 2021年 マスターズベスト4
ATPカップではグループステージを勝ち抜きベスト4入り。準決勝ではイタリアのマッテオ・ベレッティーニに敗れた。
全豪オープンでは第12シードで出場するも、ラドゥ・アルボットに初戦敗退。南フランス・オープンでは決勝まで進出。ダビド・ゴファンに敗れ、準優勝。カタール・エクソンモービル・オープンでもドミニク・ティエムやアンドレイ・ルブレフといったトップ10選手に勝利を収めて決勝進出するも、決勝ではニコロズ・バシラシビリに敗れ、準優勝。
マイアミ・オープンでは初のベスト4入りしたが、準決勝ではヤニック・シナーに敗れた。モンテカルロ・マスターズでは3回戦でルブレフに敗れた。マドリード・オープンでは2回戦でジョン・イズナーに敗退。BNLイタリア国際では3回戦でルブレフに敗退。全仏オープンでは第11シードとして出場したが、2回戦敗退。
ウィンブルドン選手権では第8シードとして4回戦に進出するも、第10シードのデニス・シャポバロフに1-6, 3-6, 5-7のストレートで敗退。
ナショナル・バンク・オープンでは準々決勝でライリー・オペルカに敗れた。ウエスタン・アンド・サザン・オープンではグリゴール・ディミトロフに初戦敗退。全米オープンでは1回戦でニック・キリオスを6-3, 6-4, 6-0のストレートで圧倒。2回戦のエーミル・ルースヴオリも6-1, 6-3, 6-2のストレートで破る。3回戦では第12シードのフェリックス・オジェ＝アリアシムに3-6, 4-6, 6-4, 6-3, 3-6のフルセットの末に敗れた。
BNPパリバ・オープンでは3回戦でキャメロン・ノリーに敗退。サンクトペテルブルク・オープンでは準々決勝でマリン・チリッチに敗退。パリ・マスターズは初戦敗退。年間最終ランキングは18位。

### 2022年 ATP杯準優勝 ツアー11勝目 ツアー通算350勝
ATPカップでは準決勝ではポーランドのホベルト・ホルカシュを下し、決勝進出。カナダのフェリックス・オジェ＝アリアシムに敗れ、2度目の準優勝となった。
全豪オープンでは第15シードで出場。3回戦で第20シードのテイラー・フリッツに0-6, 6-3, 6-3, 4-6, 3-6のフルセットで敗れた。南フランス・オープンでは準々決勝でアレクサンダー・ブブリクに敗れるも、続くカタール・エクソンモービル・オープンでは2年連続決勝進出。昨年の決勝で敗れたニコロズ・バシラシビリを6-3, 6-4で下して、ツアー10勝目を挙げた。2月にはツアー通算350勝を挙げた。
BNPパリバ・オープンでは2回戦で同胞の新鋭のカルロス・アルカラスに敗れた。マイアミ・オープンでは2回戦でジェンソン・ブルックスビーに敗れた。マドリード・オープンではブルックスビーにリベンジを果たすも、2回戦でダニエル・エバンスに敗れた。全仏オープンは欠場。
マヨルカ・オープンでは決勝進出するも、ステファノス・チチパスに4-6, 6-3, 6-7(2)に敗れて準優勝。ウィンブルドン選手権では2回戦で新型コロナウイルスの陽性反応により、棄権を余儀なくされた。
オーストリア・オープンでは決勝でフィリップ・ミソリックを6-2, 6-2のストレートで破り、ツアー11勝目を挙げた。ナショナル・バンク・オープンでは3回戦でキャスパー・ルードに7-6(4), 6-7(4), 4-6の逆転で敗退。ウエスタン・アンド・サザン・オープンでは3回戦でボルナ・チョリッチに2-6, 3-6のストレートで敗れた。第16シードとして迎えた全米オープンではジェフリー・ジョン・ウルフに4-6, 4-6, 4-6のストレートで初戦敗退。スイス・インドアではベスト4入り。準決勝でホルガ・ルーネに6-7(1), 6-7(6)の熱戦で敗れた。パリ・マスターズではトミー・ポールに4-6, 4-6のストレートで敗れて、シーズン終了。年間最終ランキングは21位。

### 2023年 グランドスラム4回戦進出

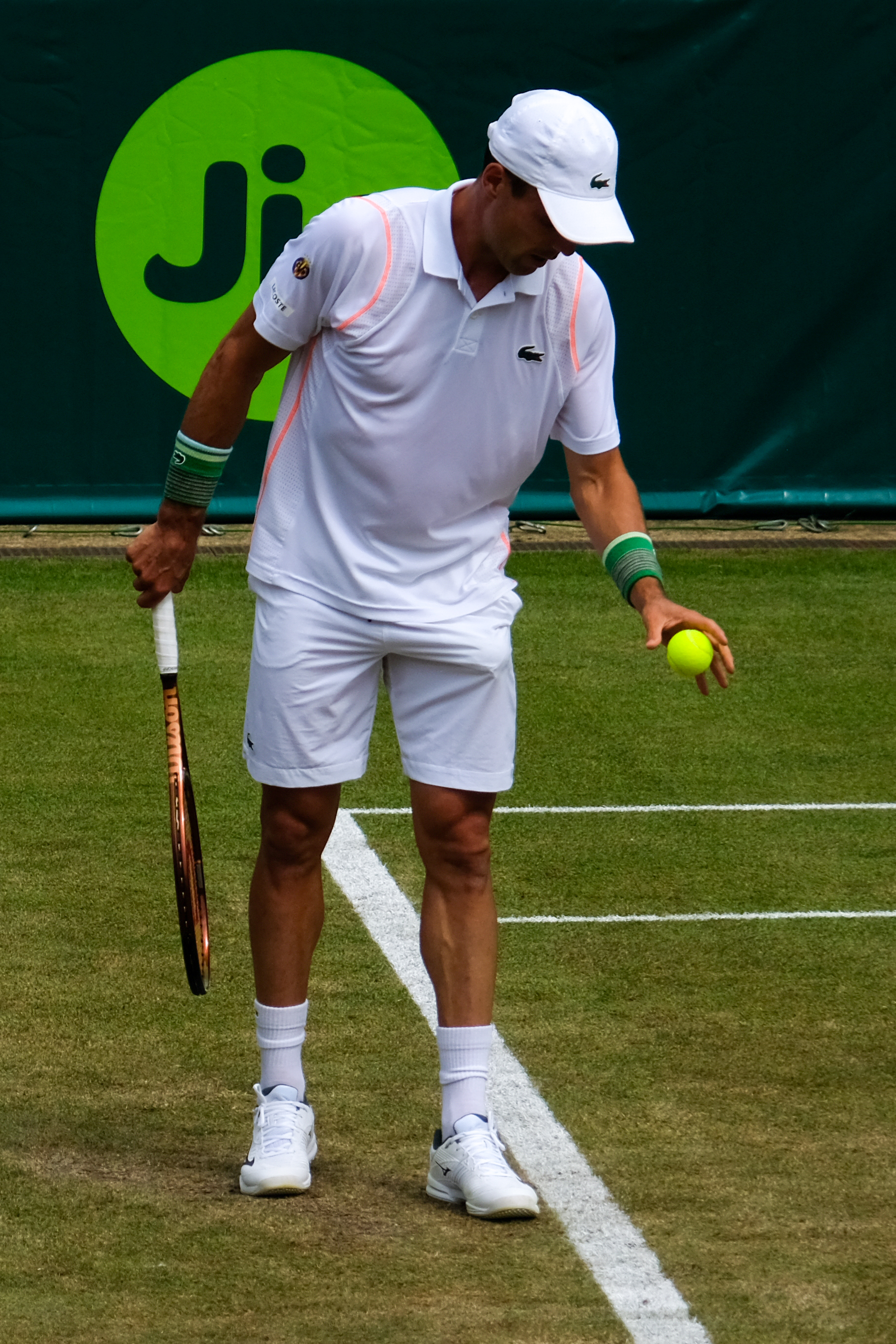
2023年ブードルス・チャレンジ・エキシビジョンでのロベルト・バウティスタ・アグート

1月、アデレード国際2では決勝で權順宇に4-6, 6-3, 6-7(4)で敗れ、準優勝。全豪オープンでは第24シードとして出場。1回戦ではジョアン・ソウザを6-3, 6-2, 6-2のストレートで下す。2回戦ではブランドン・ホルトを4-6, 2-6, 6-3, 6-2, 6-2の2セットダウンからのフルセットでの逆転で勝利し、3回戦では2019年1回戦ぶりにアンディ・マリーと対決し、6-1, 6-7(7), 6-3, 6-4で勝利するも、4回戦ではトミー・ポール (テニス)に2-6, 6-4, 2-6, 5-7で敗れた。
2月、南フランス・オープンではアルトゥール・フィスに3-6, 4-6のストレートで初戦敗退。ABNアムロ・オープンではホベルト・ホルカシュに5-7, 7-6(7), 6-7(4)で初戦敗退。カタール・エクソンモービル・オープンでは1回戦でマートン・フチョビッチを7-6(7), 5-7, 6-4で下すも、2回戦ではクリストファー・オコネルに6-3, 6-7(5), 4-6の逆転で敗退。
3月、BNPパリバ・オープンではエーミル・ルースヴオリに6-7(5), 2-6、続くマイアミ・オープンでは4-6, 6-7(5)のストレートで両大会ともルースヴオリに初戦敗退。

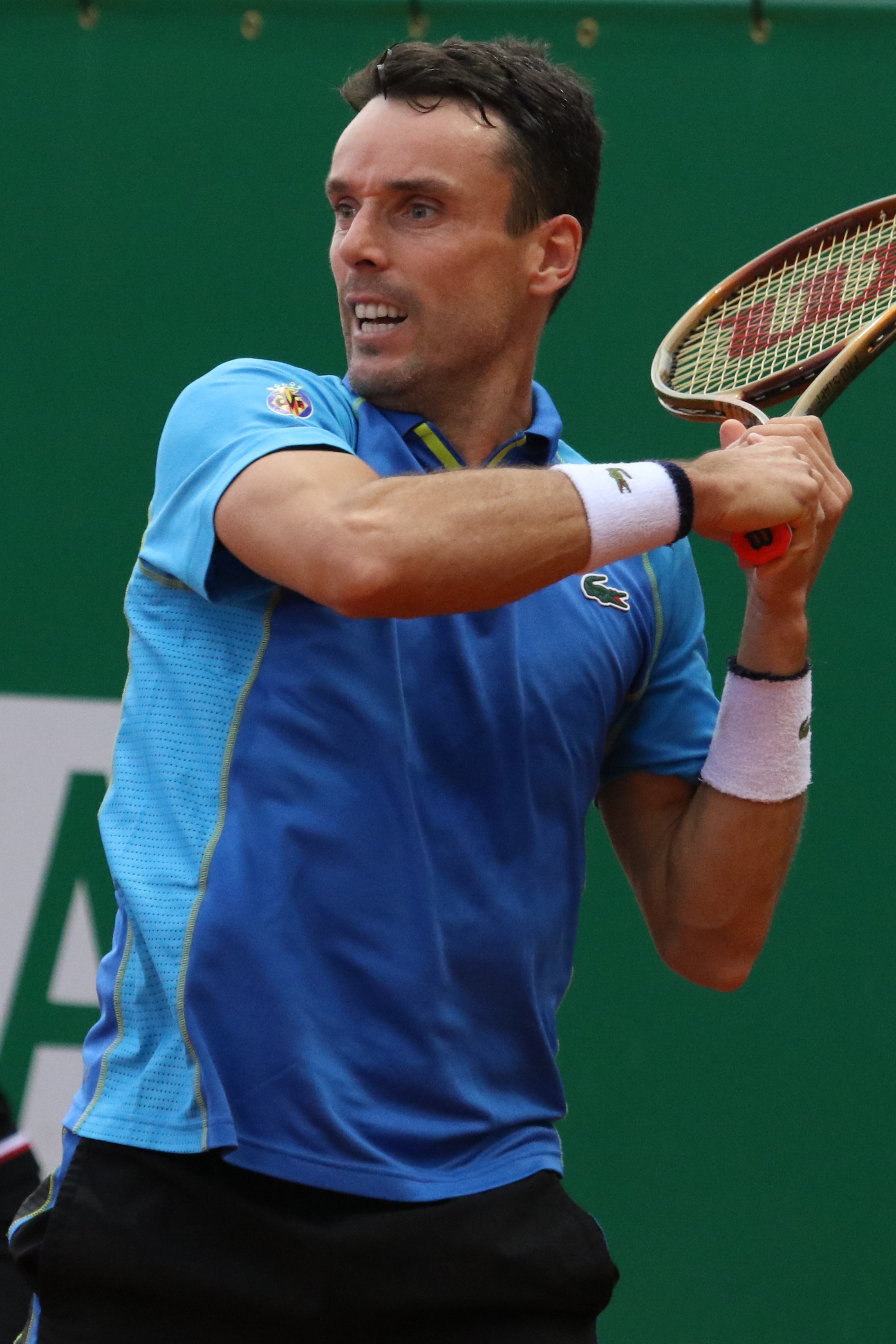
2023年モンテカルロ・マスターズでのロベルト・バウティスタ・アグート

4月、クレーシーズンとなり、モンテカルロ・マスターズではミオミル・キツマノビッチを破り、初戦を突破するも、2回戦でアレクサンダー・ズベレフに4-6, 4-6のストレートで敗退した。バルセロナ・オープンでは2回戦では同胞の新鋭カルロス・アルカラスに3-6, 5-7のストレートで敗れた。マドリード・オープンでは3回戦でカレン・ハチャノフに5-7, 6-4, 3-6の熱戦の末に敗れた。
5月、BNLイタリア国際ではマルコ・チェッキナートに2-6, 2-6のストレートで初戦敗退。全仏オープンでは第19シードとして出場。1回戦では呉易昺を7-6(4), 6-1, 6-1のストレートで初戦突破をするも、2回戦ではファン パブロ・バリーリャスに6-1, 6-4, 3-6, 1-6, 1-6の2セットアップからの逆転で敗退した。
6月、芝シーズンとなり、ハレ・オープンでは初戦でアンドレア・ババソリを6-3 6-4、2回戦でブランドン・ナカシマを7-5 7-6(2)で下してベスト8進出。準々決勝では第1シードのダニール・メドベデフを7-5, 7-6(3)のストレートで下し、ベスト4進出するも、準決勝ではアンドレイ・ルブレフに3-6 4-6のストレートで敗退。
7月、ウィンブルドン選手権では第20シードとして出場。1回戦ではロマン・サフィウリンに6-2, 6-7(7), 7-6(4), 4-6, 5-7のフルセットの末に初戦敗退。続くスイス・オープンではペドロ・カチーンに熱戦の末に初戦敗退。その後足の負傷により、約3ヶ月間ツアーを離脱。
10月、復帰後のマガラ・チャレンジャーでは1回戦でギルス・アルノー・バイリーを6-4, 6-3のストレートで初戦突破し、復帰後白星を挙げるも、2回戦ではビリー・ハリスに5-7, 4-6のストレートで敗れた。ストックホルム・オープンではミカエル・イマーに4-6, 4-6のストレートで初戦敗退。スイス・インドアではボーティック・ファン・デ・ザンスフルプに5-7, 7-6(3), 2-6で初戦敗退。
11月、パリ・マスターズでは1回戦でイジー・レヘチカを6-4, 6-2のストレート破り、ツアーレベルで白星を挙げた。2回戦ではホルカシュに3-6, 2-6のストレートで敗れた。ソフィア・オープンでは1回戦でキツマノビッチを7-6(9), 6-7(2), 7-6(5)の熱戦の末に初戦突破。2回戦ではファービアーン・マロジャーンに3-6, 6-3, 6-7(4)で敗れた。コパフォルコンブリッジでは第1シードとして出場し、順当に決勝進出。決勝で第8シードのファビオ・フォニーニを6-3, 6-7(6), 6-7(3)の逆転で敗れ、チャレンジャー大会で準優勝となった。年間最終ランキングは57位。

### 2024年 ツアー通算400勝 ツアー12勝目 トップ50復帰
1月、香港オープンでは1回戦でファービアーン・マロジャーンを6-2, 6-3、2回戦でフランシスコ・セルンドロを7-5, 6-3のストレートでそれぞれ下して、ベスト8進出するも、準々決勝ではゼバスティアン・オフナーに4-6, 4-6のストレートで敗退した。ASBクラシックでは同胞のロベルト・カルバレス・バエナに4-6, 3-6のストレートで初戦敗退。全豪オープンでは第16シードのベン・シェルトンに2-6, 6-7(2), 5-7のストレートで初戦敗退。
2月、オープン13では1回戦でリシャール・ガスケを6-3, 7-5のストレートで破るも、2回戦ではカレン・ハチャノフに2-6, 2-6のストレートで敗退。カタール・エクソンモービル・オープンではマートン・フチョビッチに1-6, 3-6のストレートで初戦敗退。
3月、マイアミ・オープンでは予選2試合を突破し、1回戦でエミリオ・ナヴァを6-3, 7-6(4)のストレートで下すも、2回戦ではセバスチャン・コーダに7-6(2), 3-6, 4-6の逆転で敗退。
4月、ミレニアム・エストリル・オープンでは1回戦でミオミル・キツマノビッチを6-1,  7-5のストレートで初戦突破するも、ペドロ・マルティネスに5-7, 4-6のストレートで2回戦敗退。モンテカルロ・マスターズでは予選1回戦でドミニク・ティームを6-1, 6-2、予選2回戦ではロレンツォ・ソネゴを6-1, 2-6, 6-2で破り、本戦出場。1回戦ではファクンド・ディアス・アコスタを6-2, 6-4のストレートで破り、初戦突破するも、2回戦ではホベルト・ホルカシュに5-7, 6-7(4)のストレートで敗退。バルセロナ・オープンでは2回戦でアンドレア・ババソリを4-6, 6-3, 6-1の逆転で破ったことでツアー通算400勝を達成した。マドリード・オープンでは予選と初戦を突破するも、2回戦でハチャノフに6-3, 3-6, 5-7の逆転で敗れた。
5月、全仏オープンでは同胞のハウメ・ムナルに1-6, 6-4, 4-6, 1-6で初戦敗退。

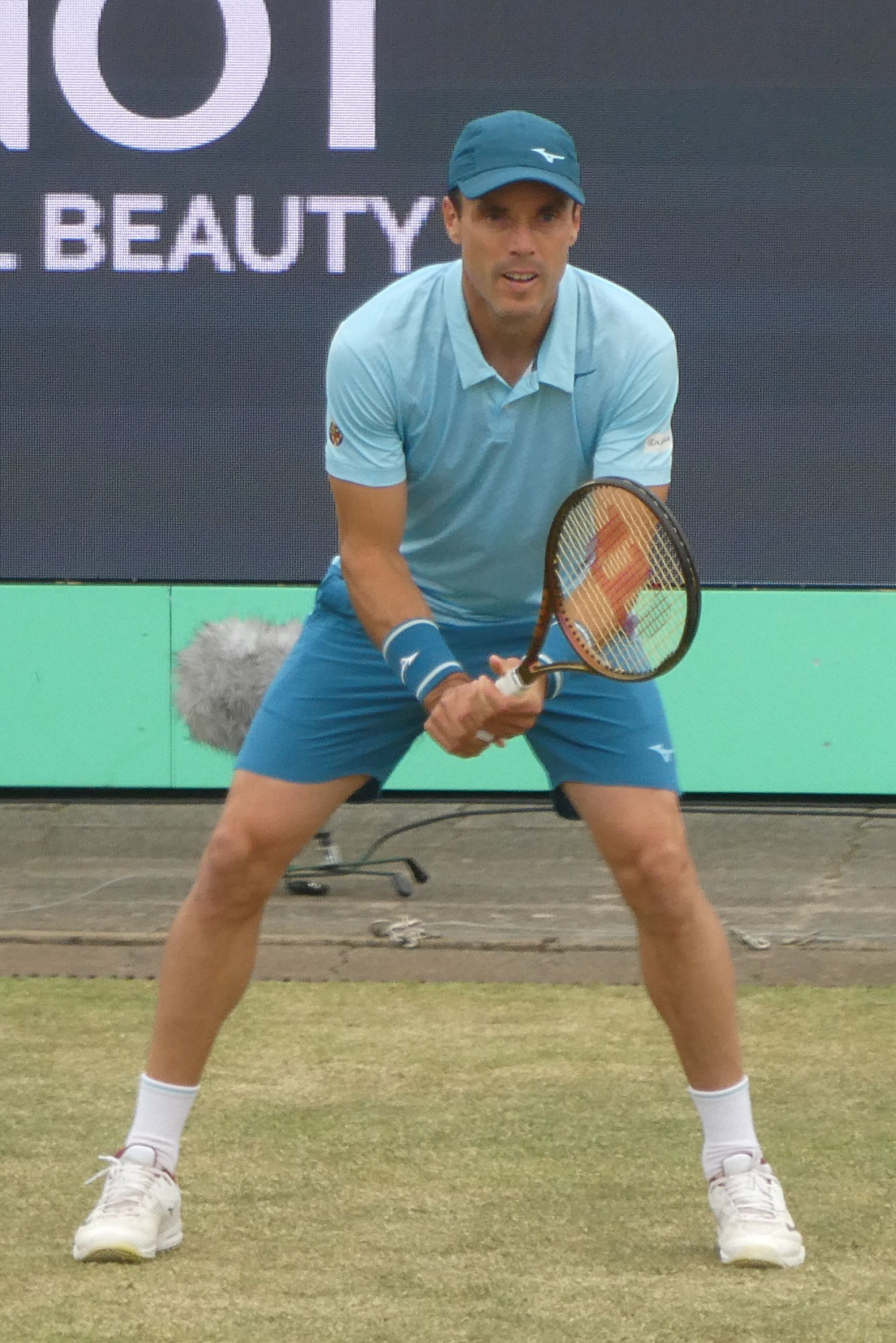
2024年リベマ・オープンでのロベルト・バウティスタ・アグート

6月、ロスマーレン・グラスコート選手権では1回戦でマルクアンドレア・ヒュースラーを7-6(7), 6-2で破り、初戦突破するも、2回戦ではミロシュ・ラオニッチに4-6, 6-2, 7-5の逆転で敗れた。マヨルカ選手権では1回戦でダニエル太郎を6-1, 6-0、2回戦でウゴ・アンベールを3-6, 6-3, 6-4で破り、ベスト8進出。準々決勝ではガエル・モンフィスに3-6, 6-4, 4-6で敗れた。
7月、ウィンブルドン選手権では1回戦でマクシミリアン・マーテラーを6-3, 6-1, 6-4、2回戦ではソネゴを6-3, 3-6, 6-3, 6-4で下して、3回戦ではファビオ・フォニーニとの激戦を演じて、7-6(6), 3-6, 5-7, 7-6(1), 6-4の日を跨いでのフルセットの末に勝利し、グランドスラム4回戦進出を果たす。4回戦では第12シードのトミー・ポール (テニス)に2-6, 6-7(4), 2-6のストレートで敗退。
8月、全米オープンでは1回戦でルカ・ナルディを7-5, 7-6(3), 7-6(5)のストレートで破り、初戦を突破するも、2回戦では第13シードのシェルトンに3-6, 4-6, 4-6のストレートで敗退。
9月、チャイナ・オープンでは予選を通過して、1回戦ではアーサー・リンダークネッシュを6-3, 6-4のストレートで初戦突破するも、2回戦ではイジー・レヘチカに6-3, 2-6, 1-6の逆転で敗れた。
10月、上海マスターズでは1回戦で同胞のカルバレス・バエナに6-3, 3-6, 2-6の逆転で初戦敗退。ヨーロピアン・オープン (テニス)ではベスト8進出し、準々決勝ではフェリックス・オジェ＝アリアシムを3-6, 6-2, 7-6(6)、準決勝でユーゴ・ガストンを6-3, 6-4で破り、決勝進出。決勝ではレヘチカを7-5, 6-1のストレートで破り、ツアー12勝目を挙げた。大会後には世界ランキング45位まで回復して、トップ50復帰。スイス・インドアでは1回戦でキャスパー・ルードを6-3, 3-6, 6-3で初戦突破するも、2回戦ではデニス・シャポバロフに3-6, 6-7(4)のストレートで敗退。
11月、モゼール・オープンではバンジャマン・ボンジ6-7(3), 3-6のストレートで敗れ、初戦敗退。年間最終ランキングは51位。

## ATPツアー決勝進出結果

### シングルス: 23回 (12勝11敗)
| 大会グレード                    |
| グランドスラム (0–0)            |
| ATPファイナルズ (0–0)           |
| ATPツアー・マスターズ1000 (0–1) |
| ATPツアー500 (1–0)              |
| ATPツアー250 (11–10)            |

| サーフェス別タイトル |
| ハード (9–9)         |
| クレー (2–1)         |
| 芝 (1–1)             |

| 結果   | No. | 決勝日         | 大会                   | サーフェス    | 対戦相手                         | スコア                  |
| ------ | --- | -------------- | ---------------------- | ------------- | -------------------------------- | ----------------------- |
| 準優勝 | 1.  | 2013年1月6日   | チェンナイ             | ハード        | ヤンコ・ティプサレビッチ         | 6-3, 1-6, 3-6           |
| 優勝   | 1.  | 2014年6月21日  | スヘルトーヘンボス     | 芝            | ベンヤミン・ベッカー             | 2-6, 7-6(7-2), 6-4      |
| 優勝   | 2.  | 2014年7月13日  | シュトゥットガルト     | クレー        | ルカシュ・ロソル                 | 6-3, 4-6, 6-2           |
| 準優勝 | 2.  | 2014年10月19日 | モスクワ               | ハード (室内) | マリン・チリッチ                 | 4-6, 4-6                |
| 準優勝 | 3.  | 2015年10月25日 | モスクワ               | ハード (室内) | マリン・チリッチ                 | 4-6, 4-6                |
| 準優勝 | 4.  | 2015年11月1日  | バレンシア             | ハード (室内) | ジョアン・ソウザ                 | 6-3, 3-6, 4-6           |
| 優勝   | 3.  | 2016年1月16日  | オークランド           | ハード        | ジャック・ソック                 | 6-1, 1-0 途中棄権       |
| 優勝   | 4.  | 2016年2月7日   | ソフィア               | ハード (室内) | ビクトル・トロイツキ             | 6-3, 6-4                |
| 準優勝 | 5.  | 2016年8月27日  | ウィンストン・セーラム | ハード        | パブロ・カレーニョ・ブスタ       | 7-6(8-6), 6-7(1-7), 4-6 |
| 準優勝 | 6.  | 2016年10月16日 | 上海                   | ハード        | アンディ・マリー                 | 6-7(1-7), 1-6           |
| 優勝   | 5.  | 2017年1月8日   | チェンナイ             | ハード        | ダニール・メドベージェフ         | 6-3, 6-4                |
| 優勝   | 6.  | 2017年8月26日  | ウィンストン・セーラム | ハード        | ダミル・ジュムール               | 6-4, 6-4                |
| 優勝   | 7.  | 2018年1月13日  | オークランド           | ハード        | フアン・マルティン・デル・ポトロ | 6-1, 4-6, 7-5           |
| 優勝   | 8.  | 2018年3月3日   | ドバイ                 | ハード        | リュカ・プイユ                   | 6-3, 6-4                |
| 準優勝 | 7.  | 2018年7月29日  | グシュタード           | クレー        | マッテオ・ベレッティーニ         | 6-7(9-11), 4-6          |
| 優勝   | 9.  | 2019年1月5日   | ドーハ                 | ハード        | トマーシュ・ベルディハ           | 6-4, 3-6, 6-3           |
| 準優勝 | 8.  | 2021年2月28日  | モンペリエ             | ハード (室内) | ダビド・ゴファン                 | 7-5, 4-6, 2-6           |
| 準優勝 | 9.  | 2021年3月13日  | ドーハ                 | ハード        | ニコロズ・バシラシビリ           | 6-7(7-9), 2-6           |
| 優勝   | 10. | 2022年2月19日  | ドーハ                 | ハード        | ニコロズ・バシラシビリ           | 6-3, 6-4                |
| 準優勝 | 10. | 2022年6月25日  | マヨルカ               | 芝            | ステファノス・チチパス           | 4-6, 6-3, 6-7(2-7)      |
| 優勝   | 11. | 2022年7月31日  | キッツビュール         | クレー        | フィリップ・ミソリッチ           | 6-2, 6-2                |
| 準優勝 | 11. | 2023年1月14日  | アデレード2            | ハード        | 權順宇                           | 4-6, 6-3, 6-7(4-7)      |
| 優勝   | 12. | 2024年10月20日 | アントワープ           | ハード (室内) | イジー・レヘチカ                 | 7-5, 6-1                |

## 成績
略語の説明
| W | F | SF | QF | #R | RR | Q# | LQ | A | Z# | PO | G | S | B | NMS | P | NH |

W=優勝, F=準優勝, SF=ベスト4, QF=ベスト8, #R=#回戦敗退, RR=ラウンドロビン敗退, Q#=予選#回戦敗退, LQ=予選敗退, A=大会不参加, Z#=デビスカップ/BJKカップ地域ゾーン, PO=デビスカップ/BJKカッププレーオフ, G=オリンピック金メダル, S=オリンピック銀メダル, B=オリンピック銅メダル, NMS=マスターズシリーズから降格, P=開催延期, NH=開催なし.

### シングルス

#### グランドスラム大会
| 大会           | 2010 | 2011 | 2012 | 2013 | 2014 | 2015 | 2016 | 2017 | 2018 | 2019 | 2020 | 2021 | 2022 | 2023 | 2024 | 2025 | 通算成績 |
| -------------- | ---- | ---- | ---- | ---- | ---- | ---- | ---- | ---- | ---- | ---- | ---- | ---- | ---- | ---- | ---- | ---- | -------- |
| 全豪オープン   | Q3   | Q1   | 1R   | 2R   | 4R   | 2R   | 4R   | 4R   | 1R   | QF   | 3R   | 1R   | 3R   | 4R   | 1R   | 1R   | 22–14    |
| 全仏オープン   | Q2   | Q2   | Q1   | 2R   | 3R   | 2R   | 4R   | 4R   | 3R   | 3R   | 3R   | 2R   | A    | 2R   | 1R   | 1R   | 18–12    |
| ウィンブルドン | Q2   | Q3   | Q3   | 2R   | 3R   | 4R   | 3R   | 4R   | A    | SF   | NH   | 4R   | 2R   | 1R   | 4R   | 1R   | 22–10    |
| 全米オープン   | A    | Q1   | Q3   | 2R   | 4R   | 4R   | 3R   | 3R   | 1R   | 1R   | 3R   | 3R   | 1R   | A    | 2R   |      | 16–11    |

#### 大会最高成績
| 大会                 | 成績 | 年                     |
| -------------------- | ---- | ---------------------- |
| ATPファイナルズ      | Alt  | 2016, 2019             |
| インディアンウェルズ | 4R   | 2014                   |
| マイアミ             | SF   | 2021                   |
| モンテカルロ         | 3R   | 2015, 2016, 2018, 2021 |
| マドリード           | SF   | 2014                   |
| ローマ               | 3R   | 2017, 2021             |
| カナダ               | QF   | 2017, 2019, 2021       |
| シンシナティ         | SF   | 2020                   |
| 上海                 | F    | 2016                   |
| パリ                 | 3R   | 2014, 2017             |
| オリンピック         | QF   | 2016                   |
| デビスカップ         | W    | 2019                   |
| ATPカップ            | F    | 2020, 2022             |